# 珍妮撞击坑
珍妮（英語：Jeanne）是金星上的一个撞击坑。
独特的三角状喷发物表明，该陨石坑的形成可能源于一次自西南往东北的斜向撞击。陨石坑被两种类型的暗物质包围，在该坑的西南边较暗区域覆盖着平滑的（雷达反射暗）熔浆流，与周围更亮的熔岩流有着非常明显的指状连接；东北边极暗区域可能被如细粒沉积物等平滑物质覆盖。撞击坑周围的暗晕是不称的，模拟了喷发物覆盖区的非对称形状，该暗晕可能是撞击物产生的大气冲击或压力波所造成的。珍妮撞击坑西北边也显示几个外溢瓣，这些流状特征可能细粒物质因撞击受热形成的紊流，另或是碰撞溶化形成的熔岩流。

## 参阅
本条目引用的公有领域材料来自美国国家航空航天局的网站或文档。

1. ↑  . Jet Propulsion Laboratory Website. NASA.   [2008-07-10]. （原始内容存档于2008-09-23）.